# Cordt Plato von Schloen
Cordt Plato von Schloen zu Hollwinkel, genannt Gehlen, (* 29. Januar 1577 in Schloss Hollwinkel; † 2. Juni 1650 in Alswede) war Militärperson in braunschweigischen Diensten und dänischer Generalleutnant im Dreißigjährigen Krieg. Zudem war er Landdrost der Grafschaft Diepholz und Erbgesessener zu Hollwinkel, Lübbecke und Dorpel.

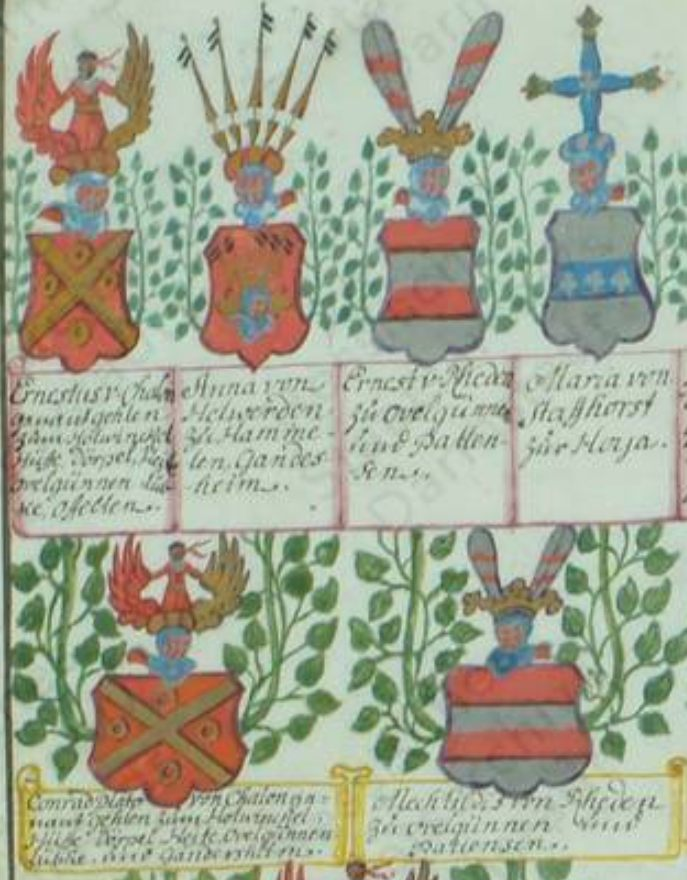
Eltern, Schwiegereltern und Ehegattin des Cordt Plato von Schloen (Ahnenprobe 1755)

## Herkunft
Er war Sohn des Ernst von Schloen genannt Gehle, Erbgesessener zu Hollwinkel, Lübbecke und Dorpel († 1596) und dessen Gattin Anna, geb. von Helversen († 1588), eine Tochter des Plato von Helversen, Obristlieutenant und Erbgesessener zu Hameln, und dessen Gemahlin Agnesa Bock von Northolte (Nordholz).

## Leben
Im Alter von 20 Jahren begleitete er Herzog August I. von Braunschweig-Lüneburg auf einer Reise nach Ungarn. Am 10. April 1600 wurde er Leutnant in der Reiterei der Armee des Herzogs zu Braunschweig Heinrich Julius. Er diente dabei unter Rittmeister Otto Plato von Helversen (1563–1626), einem Neffen seiner Mutter.
Am 2. Mai 1602 wurde er vom Herzog Heinrich Julius selbst zum Rittmeister bestallt und hatte den Befehl über 150 Reiter im Konflikt gegen die Stadt Braunschweig. 1608 war er Hofjunker beim Bischof Christian von Minden und wurde zum spanischen Kriegsrat Philipp de Croy gesandt. Im Dezember des Jahres begleitete er Herzog Georg von Braunschweig-Lüneburg nach Frankreich und England, und zudem 1613 mit auf den Reichstag nach Regensburg. Im September 1615 warb er für Herzog Christian zu Braunschweig und Lüneburg 100 Reiter für die Belagerung der Stadt Braunschweig, bei welcher er als Oberstleutnant ein Kommando führte.
1617 schloss er mit dem Domkapitel Minden einen Vergleich in Bezug auf das Amt Reineberg wegen der Gerichtsbarkeit des Hauses Hollwinkel.
Im Dreißigjährigen Krieg stand er 1624 als Obristleutnant einer Kürassier-Abteilung und Generalwachtmeister der Truppen des niedersächsischen Kreises in braunschweig-lüneburgischen Diensten. Er unternahm den Versuch, mit seinen Truppen in katholische Dienste überzulaufen. Sein Angebot wurde vom Oberst Dietrich Ottmar von Erwitte an den bayerischen Heerführer Tilly weitergeleitet, und dabei wurden Schloens soldatische Qualitäten lobend hervorgehoben. Jedoch scheiterte dieses Unterfangen, möglicherweise wegen des seinerzeit vorherrschenden Misstrauens gegenüber „unkatholischen“ Offizieren.
So führen schwedische Kriegslisten für 1632 vier Kompanien zu 300 Mann unter Schloens Befehl bei den Truppen Herzog Georgs von Braunschweig-Lüneburg auf. Für den 28. Oktober 1633 waren Schloens Kompanien als Garnison für Rinteln bestimmt. 1635 sind noch acht Kompanien Infanterie zu 200 Mann aufgelistet, wobei eine Verstärkung um weitere 800 Mann vorgesehen war.
Schloen war Kriegsrat in fürstlich braunschweigisch-lüneburgischen Diensten, stand womöglich doch vorübergehend in spanischen Diensten und war schließlich dänischer Generalleutnant unter König Christian IV. In den Zeiten seiner Kriegszüge soll sein Schloss Hollwinkel mehr oder weniger unbewohnt gewesen sein. Während Schloens Abwesenheit wohnte seine Frau Metta zeitweise auf Hollwinkel und übernahm verwaltungstechnische Aufgaben. Schloen starb bald nach Kriegsende, Anfang Juni 1650, und wurde am 17. Dezember des Jahres in der Kirche Alswede bestattet. Das Schloss Hollwinkel wurde erst seit 1652 wieder dauerhaft von der Familie Schloen genannt Gehle bewohnt.

## Familie
- Im Februar 1614 heiratete er Metta von Rheden a.d.H. Ovelgünne (Tochter des verstorbenen mindischen Landdrosts und Drosts zur Libenaw, Erbgesessen auf Ovelgönne und Pattensen, Ernst von Rheden zu Ovelgünne, und der Maria von Staffhorst). Das Paar hatte in 36 Jahren 6 Söhne[7] und 7 Töchter, von denen einige früh verstarben und in Alswede und Drebber begraben wurden. Er stiftete zusammen mit seiner Gattin die kunstvoll geschnitzte Hollwinkler Prieche in der Kirche von Alswede, deren Reste im Hollwinkler Treppenhaus angebracht sind, und leistete einen Beitrag zum Bau der Alsweder Kanzel.[8]

- Einer seiner Söhne war der Oberst Heimart Johann von Schloen, genannt Gehle zu Lübbecke, der Weihnachten 1651 einen Überfall mit drei berittenen Dienern auf den ehemals schwedischen Obristen Otto Johann von Steinaecker (ca. 1607–1667 Haldem) unternahm, um so vermeintlich die Ehre seines Vaters wiederherzustellen. Steinaecker hatte zuvor behauptet, dass es Schuld des Generallieutenants Cort Plato von Schloen zu Hollwinkel gewesen sei, dass das Residenzhaus der Grafschaft Diepholz, wo dieser Landdrost war, in Kriegszeiten eingeäschert worden sei, legte aber weder Beweise vor, noch wollte er die Beschuldigung zurücknehmen. Heimart von Schloen überfiel ihn auf einer Landstraße und befahl seinen bewaffneten Dienern, Steinäcker in seinem Schlitten (auf der Heimfahrt vom weihnachtsabendlichen Kirchbesuch in Lübbecke) mit Holzprügeln einzuschüchtern und zuletzt zu erschießen. Steinäcker kam aber mit dem Schrecken davon und wandte sich an die Gerichte. Im Jahre 1662 wurde Schloen zu einer hohen Strafe von 1000 Reichstalern verurteilt. Eine Berufung Schloens gegen das Urteil am Reichskammergericht nahm dieses zwar entgegen, jedoch verhinderte der Kurfürst selbst die dortige Vertretung Schloens als Mandanten, da es sich um einen Kriminalfall wegen Störung der Sicherheit auf offener Landstraße gehandelt habe.

- Einer der Enkel des Generalleutnants Cordt Plato von Schloen war der gleichnamige Regierungsbeamte Cord Plato von Schloen, gen. Gehle.